# Mart Aalderink
Mart Aalderink (Emmen, 27 februari 1986) is een voormalige Nederlands handballer van onder andere E&O en Hurry-Up. Hij is sinds 2021 hoofdtrainer van het Duitse Sport Union Neckarsulm in de 1e Bundesliga.

## Levensloop

### Spelerscarrière
Aalderink begon op 14-jarige leeftijd in het jaar 2000 met handballen bij E&O. Op 16-jarige leeftijd maakte hij zijn debuut in de Eredivisie onder Peter Portengen. Als jeugdspeler werd hij geselecteerd voor Jong Oranje. In het seizoen 2004/2005 speelde hij met E&O tegen RK Cimos Koper in de EHF Europa League. In 2005 zat Aalderink bij de definitieve selectie van Jong Oranje U21. In IJsland werd een WK Kwalificatie toernooi gespeeld, waarbij Jong Oranje tekort kwam voor een ticket naar het WK.
In 2006 ruilt Aalderink E&O in voor HV Hurry-Up. Bij Hurry Up heeft Aalderink veel successen. Kampioen van de 1e Divisie + promotie naar de Eredivisie, het winnen van de Beker van Nederland in 2011. Het behalen van het BENE-League Handball + Final Four. In 2011/2012 Europees Handbal tegen het Zwitserse BSV Bern Muri & in 2013/2014 tegen het Turkse Nilüfer BK. In 2014 ruilt Aalderink Hurry Up in voor TV Cloppenburg uit Duitsland. Hier speelde Aalderink 1 jaar voor hij terugkeerde naar Hurry Up in verband met zijn baan in Nederland.
In 2016 raakte Aalderink geblesseerd aan zijn rechterknie. Hierbij scheurde hij zijn voorste kruisband en beschadigde hij zijn meniscus. Na een lange herstelperiode speelde hij nog 1 seizoen voor HV DOS met oud teamgenoten en vrienden, waarna hij zijn spelerscarrière beëindigde.

### Trainerscarrière
In het jaar 2016-2017 tijdens zijn herstelperiode van zijn rechterknie, begon Aalderink zijn trainerscarrière bij HV DOS. Vanaf 2018 was Aalderink assistent trainer/coach bij de damesselectie van E&O, waar hij in 2019 de rol als hoofdtrainer overnam van Henk Smeenge.

#### Sport Union Neckarsulm
Sinds december 2021 was Aalderink werkzaam als assistent trainer/coach bij de 1e vrouwen van Sport Union Neckarsulm dat uitkomt in de 1e Bundesliga Handbal in Duitsland. Hier heeft hij een contract getekend tot juni 2023. In januari 2023 nam hij de taak als hoofdtrainer op zich bij dezelfde club. In mei 2023 leidde Aalderink Sport Union Neckarsulm naar een cruciale overwinning tegen SV Union Halle-Neustadt, waardoor de club haar positie in de Bundesliga behield.